# David Holmes
David Holmes – DJ i kompozytor pochodzący z Irlandii Północnej.

## Kariera
Holmes zaczął tworzyć w rodzinnym Belfaście w wieku 15 lat. We wczesnych i środkowych latach 90. XX wieku występował na wysoko cenionych imprezach klubowych na Belfast Art College należącym do University of Ulster. W 1995 roku wydał album This Film's Crap Let's Slash the Seats, który otrzymał uznanie za pełne specyficznego klimatu, ambientowe brzmienie. Jeden z utworów z tej płyty został wykorzystany do ścieżki dźwiękowej filmu Pi. Holmes wyjaśnił, że album ten inspirowany był filmami (m.in. W imię ojca) oraz ścieżkami dźwiękowymi, co powtarzało się także w jego późniejszej twórczości. Tego samego roku artysta utworzył ambientowe interludia między utworami z płyty Infernal Love północnoirlandzkiej rockowej grupy Therapy?.
1997 roku Holmes wydał Let's Get Killed. Do nagrania wykorzystał zapisy dźwiękowe ludzi rozmawiających na ulicach Nowego Jorku, które zarejestrował przy użyciu dyktafonu. Singel z tego albumu, „My Mate Paul”, był pierwszym komercyjnym sukcesem kompozytora. Rok później Danny DeVito zlecił mu skomponowanie muzyki do filmu Stevena Soderbergha, Co z oczu, to z serca. Kolejnym filmem Soderbergha, do którego Holmes skomponował ścieżkę dźwiękową był wyemitowany 2001 roku Ocean’s Eleven: Ryzykowna gra. Zawiera ona niektóre utwory z solowych płyt artysty, Let's Get Killed i Bow Down to the Exit Sign.
W 2002 i 2003 roku Holmes wydał następne solowe albumy, odpowiednio Come Get It I Got It i David Holmes Presents The Free Association. Przy tym drugim współpracował m.in. z polską piosenkarką Pati Yang. Muzyka zawarta na tych płytach znacznie odbiega od wcześniejszych dokonań muzyka. W 2004 skomponował muzykę do sequela Ocean’s Eleven: Ryzykowna gra - Ocean’s Twelve: Dogrywka.
W swojej twórczości dokonał remiksów takich grup i artystów jak: U2, Serge Gainsbourg, Manic Street Preachers, Primal Scream, Page and Plant czy Ice Cube.

## Dyskografia

### Albumy
- This Film's Crap Let's Slash the Seats (1995; gościnnie Steve Hillage i Jah Wobble)
- Let's Get Killed (1997)
- Essential Mix (1998, wcześniej emitowany na BBC Radio 1)
- Stop Arresting Artists (1998)
- Bow Down to the Exit Sign (2000)
- Holmes on the Decks (2000)
- Introducing The Free Association: Come Get It I Got It (2002)
- Presents The Free Association (2003)
- Cherrystones: Hidden Charms (2004)
- The Holy Pictures (2008)
- The Dogs Are Parading (2010)[1]
- Late Night Tales: David Holmes (2016)[1]

### Ścieżki dźwiękowe
- Morderca z Belfastu (Resurrection Man - 1998)
- Co z oczu, to z serca (Out of Sight - 1998)
- Buffalo Soldiers (2001)
- Ocean’s Eleven: Ryzykowna gra (2002)
- Nawrót depresji gangstera (Analyze That - 2003)
- Code 46 (2003)
- Stander (2003)
- Ocean’s Twelve: Dogrywka (2004)
- The War Within (2005)
- Ocean’s Thirteen (2007)
- Na końcu świata (2010)
- W potrzasku. Belfast ’71 (2014)

## Nominacje i nagrody
- 2002, BMI Film Music Award: Ocean’s Eleven: Ryzykowna gra
- 2002, OFCS Award: Ocean’s Eleven: Ryzykowna gra (nominacja w kategorii Najlepsza oryginalna muzyka filmowa)
- 2003, British Independent Film Award: Buffalo Soldiers (nominacja w kategorii Najlepsze osiągnięcie techniczne)
- 2005, BMI Film Music Award: Ocean’s Twelve: Dogrywka